# 直系軍閥
直系是北洋军阀派系之一，因勢力主要在直隶（大体为今河北省、北京和天津）而得名。其主要领袖大多出身直隶及山东兩省，且在许多政治理念上存在共鸣。主要代表人物有冯国璋、曹锟、吴佩孚、齐燮元等。

## 歷史

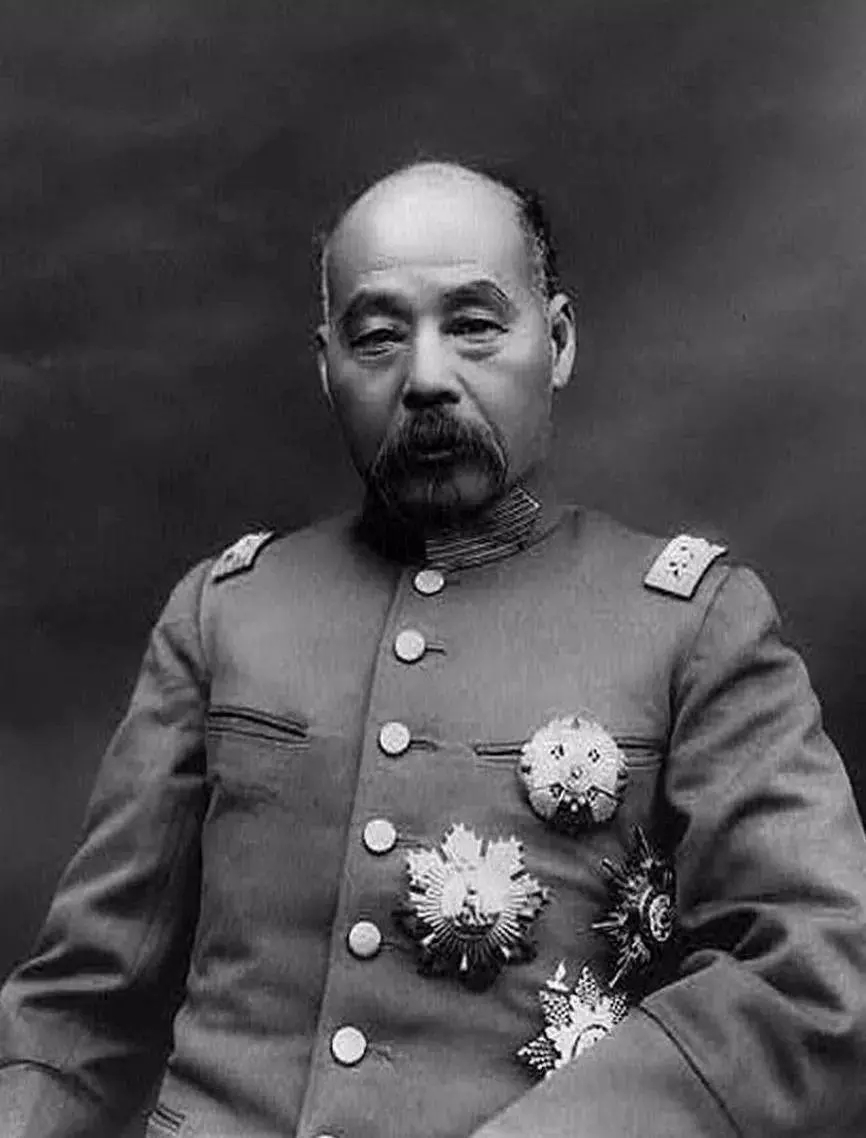
冯国璋

1917年7月，在粉碎张勋复辟后，直系冯国璋以副总统身份代理大总统职务，接替黎元洪，皖系军阀段祺瑞复任国务总理兼陆军部长。冯主张南北和谈，反对段祺瑞武力统一，直皖冲突初现端倪。
1919年12月冯国璋病逝，直系曹锟、吴佩孚崛起，并于1920年7月联合奉系军阀发动直皖战争，击败皖系势力，与奉系共同控制北京政府。是時，直系軍閥主力有18個師和18個混成旅。地方部隊有湖北、江西、福建、河南共8個師、13個旅和5個鎮守使等，軍事勢力已完全控制華北、華東及中原地區。不久直奉矛盾尖锐，于1922年4月爆发第一次直奉战争，直系取胜，吴佩孚声望如日中天。直系曹锟在1923年通过有争议选举成为中华民国大总统。
1924年9月皖系残余势力联合奉系挑战直系，先爆发齐燮元对卢永祥的江浙战争，继而引发第二次直奉战争，因冯玉祥临阵倒戈，吴佩孚功败垂成，退出北京。不过，在1924年江浙战争中，直系孙传芳从福建攻击浙江取胜，势力迅速遍及浙、闽、苏、皖、赣五省，成为直系后起之秀。并于1925年10月联合吴佩孚发动反奉战争（也称第三次直奉战争）。
1926年国共合作，在苏联支持下北伐，吴佩孚與孙传芳先後被國民革命軍給擊敗，由於直系將領對於部隊戰力補充的政經實力不足，在多度戰敗後直系實力大減，從華中撤退到華北後先是遭到張宗昌與張作霖等軍閥給收編，再後續北伐戰爭中再度遭到重損，並被国民革命军收編，在東北易幟後，曾經被視為直系的軍事武力與部隊幾乎已不存在。

## 派系武力
- 陸軍第二師：王占元系統，後為孫傳芳使用
- 陸軍第三師：曹錕系統，後為吳佩孚使用
- 陸軍第六師：馮國璋親信李純系統，後為齊燮元使用